# 魔導物語及びぷよぷよシリーズの登場人物
魔導物語及びぷよぷよシリーズの登場人物（まどうものがたりおよびぷよぷよシリーズのとうじょうじんぶつ）では、コンピュータゲーム『魔導物語』シリーズおよび『ぷよぷよ』シリーズに登場するキャラクターについて記載する。
『魔導物語』においては、敵キャラクターの大半が個人名・個体名ではなく種族名となっている。『魔導物語』の登場人物が後に『ぷよぷよ』シリーズにも登場し、通称「魔導キャラ」とも呼ばれた。
1998年に『ぷよぷよ』シリーズの権利がセガに移ったことに伴い、これ以降は今までに一度でも過去の『ぷよぷよ』シリーズに登場したことがある者の権利元はセガグループ3社（セガホールディングス、セガゲームス、セガ・インタラクティブ）にある。それ以外の旧コンパイルのゲームにのみ登場する者の権利元は、2003年にコンパイルが解散した際にアイキに移り、2005年にはD4エンタープライズがアイキの商標を引き継いだ。なお、2010年にはコンパイルハートが「コンパイルのコンシューマゲームソフトの営業権」をD4エンタープライズより取得している。
『魔導物語』のキャラクターの血液型は、「不明」または「設定なし」とされている。また、ウィンドウズ版ディスクステーションに収録されたゲーム名の後には「（DSx号）」と付記している。『ぷよぷよ通』または『ぷよぷよBOX』に登場したキャラクターの英字綴りは、基本的にこれらの作品のものに準じる。
担当声優については、判明している者のみを作品名と共に記載する。特にリンク付けがされておらず、かつ特記もされていない者は当時のコンパイル社員。下記に記す以外にも、初期作品ではRCCアナウンサーや当時のコンパイル社員、その他の声優などが声を当てている作品が多く存在する。

## 個別記事のあるキャラクター
以下のキャラクターについてはそれぞれの個別記事を参照。
- アルル・ナジャ
- カーバンクル
- シェゾ・ウィグィィ
- サタン
- ルルー
- すけとうだら
- スケルトンT
- ウィッチ
- ドラコケンタウロス
- ラグナス・ビシャシ

## 商人
魔導物語は一部の作品を除き、終始ダンジョンの中のみが舞台になっており、買い物をしに町へ出ることも無い。その為買い物もダンジョンの中で店を開いている魔導商人と行う。『魔導物語』シリーズでは一部を除き基本的に商人キャラクターと戦闘することはないが、『ぷよぷよ』シリーズなどでは対戦相手として登場することがある。
オット
鳥の商人。『A・R・S』のみに登場。語尾に「- お」とつけて喋る。
さそりまん
さそりまんの欄を参照。敵として登場することが多いため純粋な商人キャラクターではないが、『はなまる』や『ぷよぷよBOX』の『クエスト』など、一部作品では店を開いている。
タウタウ
もみ手が特徴的な猫獣人の商人。PC-98版とPCE版の各『魔導I』に登場。GG版『魔導I』ではスタッフのミスによる取り違えでパララの姿になっている。
のほほ（NOHOHO）
- 声：菅原祥子 - PCE版『ぷよぷよCD通』
- 声：ケロル - 『ぷよぷよSUN』、『みんなでぷよぷよ』
- 声：緒方賢一 - 『ぷよぷよ〜ん』

広島弁を話す、緑色のカエルの商人。マリの中に商品を入れている。名前の通りのんびりとした性格だが、金には目敏い。 『ぷよぷよ通』のうち、一部の機種の「れんしゅう（やさしいぷよぷよ）」（もしくはその中の「そつぎょう」）をノーコンティニューでクリアすると隠しボスとして登場。SFC版では親戚のむほほとは裏でカレーの闇取引をしようとしており、アルルの事を変装したむほほと勘違いしていた。『ぷよぷよ』シリーズでは右から3列に素早くぷよを積み連鎖を発動する、通称「カエル積み」が特徴。一人称は「わし」。『ぷよぷよSUN』では、カレーを食べてアレルギーが発症。『ぷよぷよSUN』以前の作品では裸だったが、『ぷよぷよ〜ん』ではズボンと帽子を着用しており、『ぷよぷよ!!クエスト』では同作に準じた姿で登場する。
パキスタ（PAKISTA）
- 声：木造稲造 - 『魔導物語A ドキドキばけ〜しょん』
- 声：キートン山田 - PCE版『ぷよぷよCD通』
- 声：冨沢竜也 - 『ぷよぷよ!!クエスト』

パキスタン生まれでフランス人の精神を持ち、「いらっしゃり〜の」「ありがた〜な」といったイタリア語訛りの日本語を使う大根姿の商人。『ルルーのルー』では、「マドモアゼル」や「メルシー」などのきちんとしたフランス語も使う。陽気で元気でのん気。大根足の女性にしか興味がない。
『ぷよぷよSUN』ではオープニングムービーやのほほの漫才デモの背景のみ登場し、商売替えしたらしくカレー屋を開店していた。『ぷよぷよ!!クエスト』では、「ダイコンのお化け」と紹介されている。
パララ（PARARA）
- 声：堀川亮（現・堀川りょう） - PCE版『ぷよぷよCD通』

雪だるまのような姿をした色白の商人。作品によって無口だったり陽気な性格だったりと、一定していない。また、タウタウとの取り違えの件もあり、一部の作品では本来タウタウが使っていた喋り方をそのままパララが継承している。
体力が無いようで、売買を繰り返していると疲れる。『ぷよぷよ!!クエスト』では無口で、一切言葉を話さない。
『ぷよぷよ通』ではスケルトンTと同様組ぷよを回転できないが、『ぷよぷよBOX』の『ごちゃまぜぷよぷよ』及び『ぷよぷよクエスト』では回転できる。
ピグラ
豚の商人（職人）。『魔導物語2』に登場。グレートスタッフを作るために膨大な金を請求してくる上、制作には時間がかかり、一度しか使えない。
ふふふ（FUFUFU）
- 声：木造稲造 - 『魔導物語A ドキドキばけ〜しょん』
- 声：塩沢兼人 - PCE版『ぷよぷよCD通』
- 声：相ヶ瀬龍史 - 『ぷよぷよ!!クエスト』

金庫の上に乗った金魚の商人。喋る時は、常に不気味なふふふ笑いを忘れない。気さくな性格ではあるが、お金が足りなかったり何も買わなかったりすると「おんどりゃあ！」と怒鳴るなど、うらおもてがある。発する言葉には「ふふふ」「〜のね」とつく。本体が移動すると下の金庫も移動する。SFC版『す〜ぱ〜ぷよぷよ通リミックス』以降の『ぷよぷよ通』では、対戦開始直後に左から2列と6段まで素早くぷよを置く。
ミイル・ホォルツオ・ベンジャミン
鳥の魔物商人。『魔導物語2』に登場。アルルをナンパするが逆に食べられそうになり、伝説の杖ウラノス・スタッフを譲ることを交換条件にルベルクラクを探させる商談を持ち掛ける。物語上の重要キャラクターであり、ゲーム中ではアイテムの売買は行わない。
むほほ
カエルの商人。体の色は主に赤色だが、PC-98版『魔導物語2』ではのほほと同じ緑色。『ぷよぷよBOX』の「ぷよぷよクエスト」では商人ではなく、ダンジョンでエンカウントするザコキャラクターとして登場。SFC版『す〜ぱ〜ぷよぷよ通』『- リミックス』では「やさしいぷよぷよ」において、のほほとの漫才デモで名前のみ登場する。
ももも（MOMOMO）
- 声：田中一成 - PCE版『ぷよぷよCD通』
- 声：わあくん本田 - 『魔導物語A ドキドキばけ〜しょん』、SS版『魔導物語』、ディスクステーション収録ムービー
- 声：政野早希子 - 『ぷよぷよ〜ん』
- 声：大須賀純 - 『魔導物語 フィアと不思議な学校』

大きなリュックを背負った、丸い体と一本角がトレードマークの商人。ルルーからは「でかまる」と呼ばれる。あまり真剣に物事を考えていない。移動速度は速いが、一度転倒すると自力で起き上がれないため、遠出せずに適当な場所で商売を始める。売買を繰り返していると、「も〜、しつこい客」と言って追い返される。『アルルの冒険』ではぷよ牧場を経営している。
コンパイルが行っていた直営の通販「ももも通販」のイメージキャラクターに選ばれ、一族総出で世界中に散らばって商売を営み、そのネットワークを利用して通販を行っているという設定が付与された。
米光が2009年に投稿したブログ記事によると、「ももも」という呼称は開発時の仮名だったが、開発が進む中でなじんだため、そのまま正式名称としてつけられたとされている。
よよよ
かたつむりの商人。『はなまる』では魔導幼稚園の用務員。
ももも同様、よよよという名前は仮名だったが、そのまま正式名称としてつけられた。
リディア
長い耳を持つ白い兎のような姿をした商人。

## あ行
アーちゃん（ARCHAN）
- 声：りさ吉 - 『わくわくぷよぷよダンジョン』、SS版『魔導物語』
- 声：後藤邑子 - 『ぷよぷよ〜ん』

大きな弓矢を持っている女の子。いたずら好きで、罠を仕掛けては遠くから観察している。嘘泣きが得意だが、時折、弓の弦が切れて泣き出す。一人称は『ぽけっとぷよぷよ〜ん』によれば「ボク」。名前の由来は「アーチャー」と「ちゃん」の駄洒落かつかばん語。『ぷよぷよBOX』（亜種として「ウッドハンター」が登場）や『わくぷよ』など、一部作品では亜種となるキャラクターも登場する。
アウルベア（OWL BEAR）
- 声：DARMA - 『魔導物語A ドキドキばけ〜しょん』
- 声：山口健 - PCE版『ぷよぷよCD通』
- 声：小玉大合体 - 『わくわくぷよぷよダンジョン』、SS版『魔導物語』
- 声：上田燿司 - 『魔導物語 フィアと不思議な学校』

梟と熊のハーフである魔物。他者の心を読むことができ、大抵の攻撃をかわす一方、読まずに襲い掛かってくることが多い。顔と声が怖いので周囲から敬遠されている。攻撃的で自己中心的な上、強いものにはこびへつらう一方、弱い者いじめを積極的に行う。鮭を捕ろうとしたり蜂蜜が好物だったりと、熊の性格が強く出ている模様。『ぷよぷよ通』では2階の延長戦キャラ（2階の6体と戦っても規定点に満たない場合に出現）だが、SFC版『す〜ぱ〜ぷよぷよ通（『- リミックス』含む）』では「やさしいぷよぷよ」にも登場し、鮭獲りは熊のロマンだと言う。一人称は「俺様」。『アルル漫遊記』（DS13号）では芹沢鴨として登場。『わくぷよ』ではワンダージャングルのボスを担当しているほか、ザコとしても出現し、更に「ホーンドアウルベア」「キラーアウルベア」という強化版キャラも登場している。
元々は『魔導物語』のスタッフが『魔導物語』以前に製作した『魔導師ラルバ』というゲームに登場した魔物で、読心術も同作品からの出展。「魔導師ラルバの手先」という設定は名称のみ『ぷよぷよ』シリーズでも使われている。『魔導師ラルバ』のプロジェクトEGG移植版以降は彼のみ権利がセガに移管された関係で名前が「アウルぐま」に変更されている。
インキュバス（INCUBUS）
- 声：橘黄昏 - AC・SS版『ぷよぷよSUN』
- 声：川畑竜也/小竜（コンパイル自社オーディション） - N64・PS版『ぷよぷよSUN』、『魔導物語〜魔導師の塔〜』、『わくわくぷよぷよダンジョン』、SS版『魔導物語』、GBC版『ぽけっとぷよぷよ〜ん』、『みんなでぷよぷよ』
- 声：松本保典 - 『ぷよぷよ〜ん』
- 声：菅沼久義 - 『ぷよぷよ!!クエスト』

ナルシストで女性好きの夢魔。甘い言葉で誘惑し、魅了されて動けなくなった隙に唇を奪い、脳味噌を吸い取る。ビンタや頭突きも使う。一人称は当初は「私」だったが、『ぷよぷよSUN』の頃から「ボク」に変更されている。魔導商人もももの頭を空っぽにした犯人（?）。
GG版『魔導物語』やSS版『ぷよぷよ通』以降は、怪しげな英語を話しながら魅了技を使ってくるナルシストなキザ男として登場している。一見すると美形だが、実はかなりの厚化粧で、化粧崩れを非常に気にしている。SS・PS・PS2版『ぷよぷよ通』のれんしゅうモードでは、アルルをナンパするが効果がなかった。また、通モードの漫才デモで、れんしゅうモードにいたのは自分の弟と発言しているが、真相は不明。同機種で追加された4体（彼とおおかみおとこ、コカトリス、スキュラ）の中で唯一全機種の『ぷよぷよSUN』、『ぷよぷよ〜ん』にも登場している。『セリリのはっぴーばーすでぃ』（DS18号）ではダンス講師、『アルルの冒険』ではコンテストの司会を担当。
ウィル・オー・ウィスプ（WILL O'THE WISP）
- 声：井上喜久子 - PCE版『ぷよぷよCD通』

陽気な軽い人魂で、小さな人魂を引き連れている。イギリス生まれ。年中ぼーっとしている。炎を放ち攻撃するが、たまに燃え尽きる。ファイヤーを吸収することがある。『ぷよぷよCD通』では「まりも」と言われると怒る。初登場のMSX2版『DS魔導』『魔導2』では「ウィルオーウィスプ」、PC-98版『魔導2』や『はなまる』では「ウィル・オ・ウィスプ」、GG版『魔導II』では「ウィルウィスプ」、『アルルの冒険』では「ウィルオウィスプ」、『ぷよぷよ!!クエスト』では当初「ウィル・ウォー・ウィスプ」（後に「-・オー・-」に変更）など、様々な表記ゆれがある。『コメットサマナー』（DS20号）ではボスとして巨大な「ビッグウィル・オー・ウィスプ」と「ウィル・オー・キング」、『わくぷよ』では「デビルファイアー」「バブルポイズン」、SS版『魔導』では「バーニングソウル」「ルミナスボールズ」「ダークスピリット」といった亜種が数多く存在する。「バーニングソウル」は『ぷよぷよBOX』の「ぷよぷよクエスト」でもウィル・オー・ウィスプの色違いキャラのエンカウントモンスターとして登場。『ぷよぷよ通』及びそのグラフィックを流用した『ぷよぷよBOX』では、『ぷよぷよBOX』の「ぷよぷよクエスト」に登場する亜種の「バーニングソウル」も含めて、対戦画面での負けた時のグラフィックは燃え尽きて黒焦げになっている描写となっている。
ウォーターエレメント
バニーガールの姿をした、セクシーなおミズの精霊。8月1日生まれ。酒で相手を酔わせ、その隙に水中へ引きずり込む戦術を得意とする。くよくよ悩む性格で、精神的に脆い。『アルル漫遊記』（DS13号）ではお梅として登場。
うろこさかなびと（鱗魚人）（UROKO SAKANA BITO）
- 声：松井菜桜子 - PCE版『ぷよぷよCD通』
  - 『わくぷよ』以降のキャストはセリリの欄を参照。

迷宮に住む人魚、宙を泳ぐ人魚などの異名を持つ。口から毒水を出し宙を泳ぐ。仲間を呼ぶが、孤独なので誰も助けに来ない。臆病な性格。丸い物が好き。『ぷよぷよ』シリーズなどに登場する青色のうろこさかなびとには、セリリという個人名がある（セリリの欄も参照）。シリーズでは他に、「うろこにんぎょ」や「メロウ」という名称の人魚が登場する。初登場のPC-98版『魔導物語1-2-3』のエピソード1・2ではゲーム上ではピンク色の髪だが説明書のイラストでは青色の髪で、以降のシリーズではこの2種類の髪色のどちらかであることが多い。
『ぷよぷよ通』以降は平仮名表記が多いが、PC-98版『魔導物語1-2-3』で初登場した際は漢字表記になっていた。
GG版やMD版『魔導物語I』のうろこにんぎょ、PCE版『炎の卒園児』の鱗魚人はピンク髪で、アルルに対して顔が好みだと言い、キスして攻撃してくる。『魔導物語 はちゃめちゃ期末試験』（以下、略す場合は「『はめきん』」、DS12号）のうろこさかなびとはセリリと同じ青色だが性格は正反対で、アルルに対してキスしてくる。
GG版『アルルのルー』に登場するピンク色の髪の者は、町中に出てきており、割と社交的な性格をしている。『ぷよぷよ通』に登場する青髪の者は、後に攻略本などでセリリという名が付いたが、当初は個人名は無かった。『ルルーのルー』ではその中間のようになっており、ピンク色の髪だが泣き虫である。
『A・R・S』で登場したメロウがピンク色の髪、一方で『ぷよぷよ通』のセリリが青髪だったことから、青髪が弱気な性格のセリリ、ピンク色の髪が強気な性格のメロウやうろこにんぎょとして扱われることもあるが、『ルルーのルー』ではピンク色の髪だが弱気、『はめきん』では青色の髪だが好戦的など、これに当てはまらない作品もいくつかある。
おおかみおとこ（LYCANTHROPE）
- 声：セニョール河北 - ディスクステーション収録ムービー

人間の姿に変身したオオカミのモンスター。変身能力が足りないせいで犬にしか見えない。SS・PS・PS2版『ぷよぷよ通』では一人称は「おいら」で、感情の起伏が激しく、怖くないと言われると落ち込む。オオカミの姿になり遠吠えをすることもある。「攻撃しますね」と言って攻撃する律儀な性格。噛み付こうともするが口が小さくて噛み付けない。四つん這いになって力を溜める。弱点は銀の弾丸。作品によっては亜種のモンスターが多く登場していた。『ぷよぷよBOX』の「ぷよぷよクエスト」では、「グレイウルフ」という亜種と共に登場している。

## か行
キキーモラ（KIKIMORA）
- 声：さかなやさん - 『ぷよぷよSUN』、『わくわくぷよぷよダンジョン』、SS版『魔導物語』、GBC版『ぽけっとぷよぷよ〜ん』、『みんなでぷよぷよ』、ディスクステーション収録ムービー
- 声：引田有美 - 『ぷよぷよ〜ん』
- 声：藤川茜 - 『ぷよぷよ!!クエスト』

メイド服とモップが特徴のお掃除お姉さん。家事が得意。綺麗好きで世話好き。汚れたものを嫌うも、潔癖症ではない。5月30日生まれ。身長159cm。体重48kg。3サイズはB80、W56、H82。おばさん呼ばわりを嫌がり、GBC版『ぽけっとぷよぷよ〜ん』ではひどく激怒している。掃除した後を汚しても怒る（『ぷよぷよSUN』ではアルルをモップで引き摺り回すほど）。実はウィッチの箒を狙っているらしい。
『魔導物語 道草異聞』（DS4号）で初登場。『キキーモラのおそうじ大作戦』（DS7号）にて、カーバンクル以外の一般の魔物では初めて主人公に抜擢された。『はめきん』（DS12号）では地下6階（友情のフロア）の監視員（この作品ではデザインが若干異なる）、『セリリのはっぴーばーすでぃ』（DS18号）ではお掃除講師、『わくぷよ』では案内係を務めている。『みんなでぷよぷよ』では第2ステージ～第4ステージの特殊効果をアルルに解説する案内役として1戦目に対戦する。『アルルの冒険』ではお掃除コンテストと勘違いして美少女コンテストに出場し、ドラコを抑え優勝した。
ゲイ
オカマのクジラ。鯨の音読みとゲイを掛けている。『魔導師の塔』（DS16号）では4階の試験官を担当しており、シェゾを女装させようとした。
コカトリス（COCKATRICE）
蛇の尻尾を持ったニワトリのような魔物。石化ブレスを吐き出す。太り気味を指摘すると激怒する。SS・PS・PS2版『ぷよぷよ通』では「れんしゅう」の最終ボス、『わくぷよ』ではワンダージャングルの中ボスを担当している。通訳だと女性口調で喋るが、性別はオス。『わくぷよ』では同系のモンスターとして「バシリスク」「ガルダ」がいる。
コドモドラゴン（KODOMO DRAGON）
- 声：姫月あやめ - 『ぷよぷよSUN』、SS版『魔導物語』

広島弁の野生児と彼が騎乗するトカゲのような姿のドラゴン。ドラゴンは野生児の命令で火を噴いてくるが、両者の関係は不明。昆虫採集が趣味。凶暴で負けん気が強い。孤独が嫌い。語尾の「じゃいや」は森に棲むけもの達の方言で「僕は○○だと思うけどキミはどうかな。でもいい天気だね」という意味がある。『わくぷよ』では「コドモオオトカゲ」「コドモサラマンダ」「コドモサウルス」「コドモカメレオン」といったように亜種が数多く存在する。名前はコモドドラゴンのもじり。

## さ行
さそりまん（SASORIMAN）
- 声：緒方賢一 - GB版『ぷよぷよ』のCM
- 声：千葉繁 - PCE版『ぷよぷよCD』、PCE版『ぷよぷよCD通』
- 声：みがく - 『わくわくぷよぷよダンジョン』、ディスクステーション収録ムービー

サソリ人間で、丸っこい体型と細い目が特徴である。関西弁で話す。寛大で穏和な性格をしており、とても愛想がいい。『ぷよぷよ』やSS版以降の『ぷよぷよ通』ノーマルモードの場合、申し訳無さそうに対戦を申し込んでくる。当初は敵として登場したため純粋な商人系キャラクターではなく、一時は「商人ではない」と解説されていたこともあったが、後に一部の作品では出店を開いている。『はなまる』ではバザールで店を開いている他、川下りの添乗員として登場、MD版『魔導I』では呼び込みを担当、『はめきん』（DS12号）では地下5階（魔法のフロア）の監視員、『魔導師の塔』（DS16号）では2階の試験官、『セリリのはっぴーばーすでぃ』（DS18号）では漫才講師、町内運動会の実況、美少女コンテストの司会進行を務め、『わくぷよ』ではモギリを担当している。『ぷよぷよ!!クエスト』では「商人」扱いとなっている。
サキュバス（SUCCUBUS）
- 声：RIU - PS版『わくぷよダンジョン決定盤』、SS版『魔導物語』
- 声：石黒千尋 - 『ぷよぷよ!!クエスト』

色っぽい悪魔。男を誑しこむ事を生きがいとしている一方、男女見境ない場合もある。6月12日生まれ。作品によってデザインには差異があり、『魔導物語A・R・S』と『す〜ぱ〜なぞぷよ通』では裸に布を纏っただけだったのに対し、『わくぷよ決定盤』、ならびにSS版『魔導物語』と『ぷよぷよBOX』ではボンデージを身にまとっている。また、
インキュバスとは親戚のようなもので、SS版『魔導物語』では彼とどちらが多くの取り巻きを集められるか競い合っている。『ぷよぷよ』シリーズでは『す〜ぱ〜なぞぷよ通』と『ぷよぷよBOX』に登場。『ぽけっとぷよぷよ〜ん』ではサーカス団の猛獣使いとしてオープニングにカメオ出演している。『ぷよぷよ!!クエスト』では規制の都合上、デザインが一新されている。
サムライモール（SAMURAI MOLE）
- 声：青野武 - PCE版『ぷよぷよCD通』

武士道に生きるモグラ。時代劇が好きで、立身出世を夢見ている。音が主食で、声を食べて呪文詠唱を妨害したり、BGMまで食べる。静かな場所では空腹により倒れる。SS・PS・PS2版『ぷよぷよ通』通モードでは、腹ごしらえのためにアルルの大声を食べていた。一人称は「拙者」。ルルーファンクラブの会員。『セリリのはっぴーばーすでぃ』（DS18号）では水泳講師を担当。『ぷよぷよ通』でのぷよ消去パターンは、ぷよぷよを刀で一刀両断する（『ぷよぷよSUN』『ぷよぷよ〜ん』ではシェゾが使用）。『ぷよぷよ通』及びそのグラフィックを流用した『ぷよぷよBOX』では、色違いの亜種の「つじぎりモール」も含め、対戦画面での負けた時のグラフィックは切腹する描写となっている。SS版『魔導物語』では、「あしがるモール」と「モール大将軍」、『わくわくぷよぷよダンジョン』では、「ハタモトモール」と「ショーグンモール」、『アルルの冒険』では、「てっぽうモール」と「モールしょうぐん」、『ぷよぷよBOX』では、「つじぎりモール」というように、ウィル・オー・ウィスプ同様に亜種が数多く存在する。
ジャァーン / ジャーン
- 声：さかなやさん - SS版『魔導物語』
- 声：藍田理緒 - 『ぷよぷよ!!クエスト』

ジンの一種である女の子。陽気な性格。他人を驚かせるのが趣味で、手を巨大化させる。『魔導物語』で敵として登場した際は、巨大化した手で攻撃を行う。SS版『魔導物語』では悪戯好きで語尾に「じゃーん」をつける喋り方をする。『ぷよぷよ!!クエスト』では『ルルーのルー』に準拠した口調で、語尾に「ごじゃる」をつける。
スキヤポデス（SUKIYAPODES）
- 声：水谷優子 - PCE版『ぷよぷよCD』
- 声：日髙のり子 - PCE版『ぷよぷよCD通』
- 声：姫月あやめ - SS版『魔導物語』、ディスクステーション収録ムービー

小人のような上半身に巨大な一本足を持つ。人懐こく誰とでもすぐ友達になれる一方、大きな足にコンプレックスを抱いており、足の事に言及すると蹴り飛ばされる。また、足のことを言及されるほどではないが、約束を破られるのも嫌い。SS・PS・PS2版『ぷよぷよ通』通モードの漫才デモなどでは眠る時は足を傘にして逆立ちになる。「三十文キ〜ック!」と叫んで飛び蹴りする。名前の意味は古代ローマ人の伝承による一本足の異人。
スキュラ（SKYLLA）
- 声：村長さわ - 『魔導物語A ドキドキばけ〜しょん』
- 声：さかなやさん - SS版『魔導物語』

下半身が犬の女の子。鋭く尖った牙と白銀の毛並みを持つ（『はなまる』など一部の作品は青髪）。喧嘩が強い。10月8日生まれ。温泉好きである。手癖が悪く、すぐに人の物を盗むうえ、毒攻撃までしてくる。俊足のため追いかけても捕まえられない。意地っ張りで負けず嫌い。卑怯な作戦で相手をやり込む。『アルルの冒険』ではアルルの協力を得て、温泉を掘り当てる事に成功している。『わくぷよ』では「キャプテンスキュラ」「ラバースキュラ」という亜種とともに登場している。
セイレーン
- 声： - 『魔導物語II 〜アルル16才〜』

歌が得意な魔物。歌声を聴いた者はダメージを受ける。踊りも得意としており見る者を魅了する。
セリリ（SERIRI）
- 声：ぎゃらりぃぐりこ - 『わくわくぷよぷよダンジョン』、ディスクステーション収録ムービー
- 声：川崎恵理子 - 『ぷよぷよ〜ん』
- 声：佳村はるか - 『ぷよぷよ!!クエスト』、『ぷよぷよクロニクル』、『ぷよぷよテトリス2』

青い髪と鱗を持つ人魚。15歳。3月12日生まれ。身長171cm。スリーサイズはバスト81cmウエスト60cmヒップのサイズは不明。瞳の色はグリーンもしくはブルーだが、後期になるにつれてブルーが定着した。『ぷよぷよ通』の時点では個人名がなく、「セリリ」という名前はSFC版（『- リミックス』含む）など一部機種の取扱説明書に表記されているのみだった（うろこさかなびとの欄も参照）が、青い色のうろこさかなびとはゲーム上では彼女が初登場である。泣き虫で寂しがり屋。一方で、見知らぬ人は全て自分に対して危害を加えるのではないかという被害妄想から、日夜怯えている。友達を欲しがっているが、なかなか友達ができない。セイレーンのように魅了の歌を歌える。ゲーム内で明確に「セリリ」という個人名として登場したのは『ルルーの鉄拳春休み』（DS14号）からで、『セリリのはっぴーばーすでぃ』（DS18号）では主人公を務めている。『アルルの冒険』では喉自慢コンテストで優勝した。『わくぷよ』ではウォーターパラダイスのボスを担当しており、ゲーム中で途中から「セリリ」という個人名が明かされているが、シェゾとは戦わない。『ぷよぷよ〜ん』のストーリーでは勝利後に仲間になる（GBC版を除く）。GBC版では音楽会を開いている。『ぷよぷよ!!クエスト』では「人魚を食べれば不死身になるなんて、ウソです」とコメントしている。
ぞう大魔王（ZOH-DAIMAOH）
- 声：郷里大輔 - PCE版『ぷよぷよCD』、『ぷよぷよ の〜てんSPECIAL』、PCE版『ぷよぷよCD通』
- 声：秋山泰俊SSS - 『ぷよぷよSUN』、『たいぷdaぷよぷよ』、『みんなでぷよぷよ』
- 声：川畑竜也/小竜（コンパイル自社オーディション） - PS版『わくぷよダンジョン決定盤』、SS版『魔導物語』
- 声：安元洋貴 - 『ぷよぷよ!』、『ぷよぷよ!!クエスト』

二足歩行の象で、インド風の格好をし額にビンディを付けている。一人称は「俺様」で、語尾に「 - だぞう」をつけて話す。誇り高く自らを魔王と呼ぶ。普段は温和で小動物たちと平和に暮らしている。おだてに弱い。また、「ぞう」や「ドケチ」（『ぷよぷよCD』）、「地底怪獣」（『ぷよぷよSUN』シェゾルート）などと言われると怒る。
歩くだけで地面を揺らし、足踏みで地震を起こせる体重の持ち主。『ぷよぷよ』シリーズではぷよが地面につくと画面が揺れる。『アルル漫遊記』（DS13号）では武蔵坊弁慶として登場。
ゾンビ（ZOMBIE）
- 声：田中一成 - PCE版『ぷよぷよCD』、PCE版『ぷよぷよCD通』

腐った死体。負けず嫌いかつタフで打たれ強く、体が崩れても相手を追いかけて、手足が無くなっても襲い掛かってくる。寂しがり屋で、誰かが近くにいないと孤独感から死に至る。『ぷよぷよ』シリーズではデフォルメ調の描写となっており、『ぷよぷよ通』では、対戦画面での負けた時のグラフィックは目玉が取れてムンクの叫びのような表情になった描写となっている。子供（ミニゾンビの項を参照）、女性、ボディビルダーなどバリエーションが豊富。『アルル漫遊記』（DS13号）では平山五郎として登場。

## た行
チコ（CHICO）
- 声：南杏子 - 『ぷよぷよ〜ん』
- 声：原紗友里 - 『ぷよぷよ!!クエスト』

『ぷよぷよ〜ん』で初出。ラグナス・ビシャシと同様に『魔導物語』に出典を持たない『ぷよぷよ』シリーズのオリジナルキャラクターであり、同時にコンパイルのシリーズでは最後のキャラクター。また、ラグナスとは異なり『魔導物語』シリーズへは未登場。
忘れ去られた神殿を守り続けている巫女一族の見習い少女。頑張り屋の反面、幼い一面もある。『ぷよぷよ〜ん』のストーリーでは神殿に来たアルルのことを神殿の宝を盗みに来た悪い人と勘違いして警戒していたが、勝負後は誤解が解けて和解し、仲間に加わる（GBC版を除く）。GBC版ではお祭り会場で占いの店を開いており、精霊の力を借りる事で占いが出来る。『ぷよぷよBOX』では『クエスト』には登場せず、『ごちゃまぜぷよぷよ』のみ登場している。
当時のDC版『ぷよぷよ〜ん』公式サイトや「Dreamcast Magazine」に連載されていた、本編の前日談にあたるイラスト付き短編小説『チコの日記』では主人公として登場。大巫女の祖母と共に神殿を守護しており、ドラゴンの子供（『ぷよぷよ〜ん』のドラゴン）を保護して一緒に暮らしている。
ちょっぷん（CHOPUN）
- 声：セニョール河北 - 『ぷよぷよSUN』

頭に紙袋をかぶり、メガネをかけている怪しい人物。アルルのコスプレをしている。美少女愛好家で貧乳好き。巨乳は嫌い。マイペースで飄々としていている。中国武術・八極拳の使い手。一児の父。当時のコンパイル社員がモデル（『究極女王様』のスタッフロールでは、彼のモデルとして「さらしもの グレートT島」と記載）。SS版『ぷよぷよSUN』公式サイトでは25歳、身長167cm、体重59kgと紹介されていた。GG版『魔導物語A』ではセーラー服を着用したちょっぷんRもいる。『ぷよぷよSUN』では丘の岩の上でサーフィンの波乗り（ドラコ曰く「おかサーファー」）をしていて、波を丘の上までおびき寄せた。
デーモンサーバント
- 声：長谷川芳明 - 『ぷよぷよ!!クエスト』

額に長い角を生やした青年の姿の魔族で、地獄の住人にして悪魔の手下である。レベルの高い魔導師に召喚されこの世界にやって来ている。悪魔に魂を売って堕落した元人間とされている場合もある。
『魔導物語A・R・S』のルルー編や『す〜ぱ〜なぞぷよ通 ルルーの鉄腕繁盛記』などルルー絡みの作品での登場が多く、『ルルーの鉄拳春休み』（DS14号）では一部ルートでボスとして登場し、ルルーの祖母と因縁があったとされる。
ドッペルゲンガー / ドッペル
アルルまたはシェゾとそっくりな姿をした魔物。バリエーションが大変豊富。その特性上、アルルやシェゾと同じ声優が兼任していることが多い。
ドッペルゲンガーアルル（DOPPELGANGER ARLE）
- 声：来栖礼子（RCCアナウンサー） - MSX2・PC-98版『魔導物語1-2-3』、『魔導物語I 3つの魔導球』
- 声：井上麻美 - MD版『魔導物語I』
- 声：三石琴乃 - PCE版『魔導物語I 炎の卒園児』
- 声：小沢美奈子（コンパイル自社オーディション） - 『魔導物語〜はちゃめちゃ期末試験〜』
- 声：本井えみ - 『ぷよぷよ〜ん』
- 声：園崎未恵 - 『ぷよぷよ!!クエスト』

MSX2版『魔導物語1-2-3』のエピソード1で初登場。同作での表記は「ドッペル」だが、一部メッセージでは「ドッペ」とも略されている。主人公が装甲魔導スーツを着けているのに対し、こちらは普段着の姿になっている。
PC-98版『魔導物語1-2-3』での表記は「ドッペルケンガー」。この作品のみ、衣装の色は同じだが鏡に映したようにアルルと利き手を含め左右逆転した姿で、エピソード1だけでなくエピソード2にも登場する。
GG版『魔導物語I 3つの魔導球』、MD版『魔導物語I』、PCE版『魔導物語I 炎の卒園児』での表記は「ドッペル」だが、PC-98版『魔導物語1』のように装甲魔導スーツを着けている。左右逆転はしておらず、GG版では衣装の色は同じだが、MD版とPCE版では色違いで紫色になる。また、MD版にはイベントボスとしても「やさしいドッペル」と「ワルル」という特別なドッペルゲンガーが登場する。
『なぞぷよ アルルのルー』では最終ボスとしてアルルのカレーライスを奪いに現れる。ゲーム中では名前が登場しないが、裏技による敵セレクトモードでのアルファベット4文字表記は「DOPL」。服装は左右逆転していない。リメイクである『ルルーのルー』内の「アルルのルー」ではボスがルルーに変更されたため登場しない。
『はちゃめちゃ期末試験』（DS12号）での表記はゲーム中では「ドッペルゲンガー」だが、DS誌面では「ドッペルゲンガーアルル」と記されたので、以後この呼び名かそれを略した「ドッペルアルル」がユーザーの間で定着する。ボスとして4体の幻影と本体がそれぞれの箇所で登場し、服装が紫色になり声色が大きく異なっている。また、最後に登場する本体は目つきや表情もアルルとは異なっており、通常とは異なる魔法を使う。正体は明確にはされず、因果律に縛られ運命の糸を紡ぎ続ける存在であることと、アルルも彼女と同様の運命を持つ後継者にあたり、アルルと何らかの関わりがあることのみが語られる。後に小説『真・魔導物語』およびその年表で本作のドッペルゲンガーと酷似した設定を持つキャラクター「リリス」が登場しており、こちらでは彼女の産み出した「奇跡の産物」がアルルだとされている。
DC・N64・PS版『ぷよぷよ〜ん』での表記は「ドッペルゲンガーアルル」または「ドッペルアルル」。カーバンクルを攫うも、目的と正体は明かされていない。服装が赤がかった紫色になり（赤や小豆色としている場合もある）、アルルとは使う魔法も異なる。ストーリー中に登場するピエロと同一人物。
GBC版『ぽけっとぷよぷよ〜ん』では表記が「ドッペル」になっている。カーバンクルを始めとするすべてのものを奪ってアルルに成り代わろうとしていたが、最後はアルルに誰かの代わりになるなんて誰にも出来ないと諭され消滅した。こちらではゲーム序盤でピエロの姿でも対戦相手として登場し、それぞれ個別のキャラクターとして使用可能（連鎖ボイスは共通）。
『ぷよぷよBOX』では服装違いで2種（初代スタイルとよ〜んスタイル）の「ドッペルゲンガーアルル」（どちらもベースは『よ〜ん』）が「ごちゃまぜぷよぷよ」に登場するが、デモなどは一切ない。また、「ぷよぷよクエスト」ではアルルが鏡を使って自分自身と対決するシャドウぷよを行えるが、こちらはアルルと全く同じ姿と能力値になっている。
ドッペルゲンガーシェゾ（DOPPELGANGER SCHEZO）
- 声：金光一昭 - 『魔導物語A・R・S』
- 声：大塚雄史郎（コンパイル自社オーディション） - 『わくわくぷよぷよダンジョン』

『魔導物語A・R・S』での表記は「ドッペルゲンガー」。シェゾ編に登場し、シェゾの姿をしている。鏡の迷宮に登場し、色は同じで左右逆転もしていない。
『わくわくぷよぷよダンジョン』では、時空の水晶がシェゾの魔導力を吸収した結果、シェゾの姿と能力を得た。ゲーム中での表記は「ドッペルゲンガー」。 後述の『ぷよぷよBOX』で名称が設定されたこともあり、ユーザーの間では「ドッペルゲンガーシェゾ」または「ドッペルシェゾ」と呼ばれることが多い。瞳やバンダナの色が赤くなり、肌の色もやや浅黒くなっている。
『ぷよぷよBOX』では上記「ドッペルゲンガーアルル」と共に「ドッペルゲンガーシェゾ（ベースは『わくぷよ』）」が「ごちゃまぜぷよぷよ」に登場するが、デモなどは一切ない。
ドラゴン（DRAGON）
- 声：松井菜桜子 - PCE版『ぷよぷよCD通』
- 声：星野千寿子 - 『ぷよぷよ〜ん』

『魔導物語』シリーズにおける「ドラゴン」という名前の魔物としては、初出のMSX2版『魔導物語3』や『ぷよぷよ』シリーズではオレンジがかった黄色い体に藍色の瞳と青い翼を持つ竜が登場し、『魔導物語』の世界におけるもっとも普遍的な種類である。ただし、リアルな画風を採用したPC-98版『魔導物語3』ではデザインが大きく異なり、緑の巨体に赤い瞳と黒い翼を持つ姿となっている。
『ぷよぷよ通』の「ドラゴン」は四天王の延長戦キャラ（通常の4体と戦っても規定点に満たない場合に出現）で、どうやって塔に入ったのか疑問なほど塔の中で一番体が大きいとされ（漫才デモではアルルと同程度のサイズ）、デザインはMSX2版『魔導物語』のものとほぼ同じく体色はややオレンジに近い。人語は解さず、漫才デモでは鳴き声のみで会話する。なお、アルルは「イリュージョン」の魔法でドラゴンそっくりの姿に見せかけることができる。『わくぷよ』にも同じデザインのドラゴンが登場し、こちらではパノッティに連れられてダンジョンに入り込んで迷子になり、ボスキャラクターとなっている。
『ぷよぷよ〜ん』でも「ドラゴン」が登場するが、上記とはデザインが異なり、より黄色い体色で大きな鈴付きの首輪をつけている。こちらのドラゴンも人語は話さない。ゲーム本編ではドラゴンが昼寝していたところにアルル達が出くわすのみでほとんど詳しく語られないが、前日談となる小説『チコの日記』ではこの個体がまだ子供であり、天空都市から落下して帰れなくなったところをチコに拾われ、それ以来家族のように神殿で仲良く一緒に暮らしていることが記されている。鈴付きの首輪もチコが付けたものであり、チコからは「ドラゴンさん」と呼ばれている。空を飛ぶのは苦手で、チコと訓練しているがわずかに浮くことしかできない。
『ぷよぷよBOX』においては、「ごちゃまぜぷよぷよ」にて『ぷよぷよ通』版と『ぷよぷよ〜ん』版の両者が別個に登場し、それぞれで顔グラフィックや体色が明確に描き分けられている（RPGモードの「ぷよぷよクエスト」では前者がザコ敵として登場するのみ）。
なお、『魔導物語』シリーズおよび『ぷよぷよ』シリーズおいてはこれらの個体とは別のドラゴンも多数登場している。彼らの中には、『はなまる』に登場するクプクプとレビアタン、『なぞぷよ通』に登場するリヴァイアサンのように、人語を解する者もいる。また、『魔導物語』シリーズでは体力と魔導力の回復アイテムとして竜の爪、尻尾、角、牙、ウロコ、肉、眼肉などのアイテムも登場する。
『わくぷよ』では通常のドラゴンのほか、多数の亜種キャラが登場している。
トリオ・ザ・バンシー（TRIO THE BANSHEE） / バンシーズ
- 声：井上喜久子、國府田マリ子、伊藤美紀 - PCE版『ぷよぷよCD通』
- 声：本多真梨子 - 『魔導物語 フィアと不思議な学校』

3人組のバンシーで、しっかり者で打算的な緑髪メリグ、おてんばで行動派の赤髪ショス、甘えん坊で人見知りの金髪エミィで構成されている。
3人とも騒がしい性格をしており、敵対者を金切り声で撃退する。
キャラクターそのものはMSX『魔導物語1-2-3』（1990年）が初出であり、この時は三人一組の敵役として登場した。また、同作に収録されているエピソード1を単体化した『魔導物語I 3つの魔導球』（1993年）にも登場している。
『魔導物語II アルル16歳』（1994年）では、サタンのハーレムの一員として登場しており、この時点から性格わけがなされていた。
『アルル16歳』の後に発売された『ぷよぷよ通』では個人名などのプロフィールが設定されたもののプラットフォームによってデザインや詳細な設定が異なる。たとえば、PCエンジン版『ぷよぷよCD通』（1996年）ではアルルを「悪の魔導師」と呼ぶ一方、セガサターン版およびプレイステーション版などの『ぷよぷよ通』の通モードの漫才デモではアルルは彼女達のおしゃべりの内容を理解できずに戸惑う場面が描かれている。また、『ルルーの鉄拳春休み』（『ディスクステーション』Vol.14収録）のように、アイテムの補助で他者とのコミュニケーションが成り立つ場合もあれば、アルルの幼き日々を描いた『魔導物語 はなまる大幼稚園児』（ 1996年）のように筆談を用いたり、SS版『魔導物語』(1998年)のように一部のキャラクターのみが彼女たちの言葉を理解できるという設定もある。
なお、彼女たち3人の間柄は作品によって異なっており、『ルルーの鉄拳春休み』のように姉妹だと明言している作品と、『ぷよぷよ通』や『ぷよぷよ!!クエスト』のように姉妹という説明がない作品が存在する。

## な行
ナスグレイブ（NASU GRAVE）
- 声：堀川亮（現・堀川りょう） - PCE版『ぷよぷよCD』、PCE版『ぷよぷよCD通』
- 声：上田祐司（現・うえだゆうじ） - 『ぷよぷよ の〜てんSPECIAL』
- 声：保村真 - 『ぷよぷよ!』、『ぷよぷよ!!クエスト』

小さな手足が生えている眼鏡をかけたナスのモンスターで、「京なす科」に属する設定となっている。口癖は「おたんこな〜す」「ぼけなぁす!」「いうことな〜す」。モデルはナス嫌いの企画者米光一成。いつも何かが気に入らず、干渉を嫌うが、寂しがり屋で繊細な面もある。口から火を吐くが、時々自分が燃える。その他、太鼓を叩いてその音で相手の脳味噌にダメージを与えたり、ヘタをブーメランのように飛ばしたりと多彩な攻撃手段をもつ。『はなまる』ではすけとうだらJr.の手下。『はめきん』（DS12号）では地下2階（しりとりのフロア）の監視員。『アルル漫遊記』（DS13号）では今井兼平として登場。『ぽけっとぷよぷよ〜ん』ではサーカス団員としてオープニングにカメオ出演しており、空中ブランコを披露している。『わくわくぷよぷよダンジョン』では「赤ナスグレイブ」「ボケナスグレイブ」という亜種と共に、『ぷよぷよBOX』の「ぷよぷよクエスト」では、「やきナスグレイブ」という亜種と共に登場している。
のみ（NOMI） / のみさん
- 声：山崎和佳奈 - PCE版『ぷよぷよCD通』

小さすぎてどこにいるか判りづらいが、基本的に「ここにいる」と描き文字が表示される。ぷよぷよの対戦においては有利になると「よろこんでいる」、ピンチになると「ゔっ…」、勝った時（プレイヤーが負けた時）は「やった！」、負けた時は「ばたんきゅ〜」など、文字で感情表現する。
自己主張が激しく落ち着きがない。小さいが手強く、連続攻撃のほか、吸血またはよく見えない踊りで魔導力を吸収してくる。『はなまる』では、てのりぞうに乗ってアルルが小さくなった時に（相対的に巨大化した）リアルな姿のものも出てくる。

## は行
ハーピー（HARPY）
- 声：山崎和佳奈 - PCE版『ぷよぷよCD』、PCE版『ぷよぷよCD通』
- 声：井上喜久子 - 『ぷよぷよ の〜てんSPECIAL』
- 声：RIU - 『ぷよぷよSUN』、『わくわくぷよぷよダンジョン』、SS版『魔導物語』、『たいぷdaぷよぷよ』、『みんなでぷよぷよ』、ディスクステーション収録ムービー
- 声：こおろぎさとみ - 『ぷよぷよ〜ん』
- 声：種田梨沙 - 『ぷよぷよ!!クエスト』、『ぷよぷよクロニクル』、『ぷよぷよテトリス2』

金色の翼を持つ鳥人(?)の少女。14歳。9月13日生まれ。身長147cm。体重38kg。3サイズはB77、W57、H79。マイペースな性格で、オペラ調に話す。音痴であり、歌っている時は自分の世界に入り込んでいるため、周りの者が苦しんでいても気がつかない。その一方で、自分が音痴であるという自覚がない。夢はコンサートのメッカ「魔導館」で唄うこと。彼女の歌の影響は作品によって異なっており、初代『ぷよぷよ』や『ぷよぷよ通』、『ぷよぷよ〜ん』のように音程が外れているだけで特に害が無い場合と、『ぷよぷよSUN』や『わくぷよ』のように聞いた者が耳を手で押さえて倒れこむほどの酷い声の場合がある。
『ぷよぷよ』シリーズでは左右一列（または二列）で積む、通称「ハーピー積み」と呼ばれる思考ルーチンを持つことで知られる。『魔導四五六』（DS9号）では司会、『わくぷよ』ではスターライトステージのボスを担当している。
ヨーロッパで稼動していたAC版『ぷよぷよ』は宗教上の関係から「Dark Elf（ダークエルフ）」という名前になり、翼が削除されて衣服も深緑色に変更されている。PC-98版『魔導物語3』では伝承に沿った姿をしているが、それ以外の作品では薄絹を纏い背中に羽を生やした少女の姿をしている。『ぷよぷよ7』では、漫才デモにおいてカメオ出演している（姿のみで、ボイスは無い）。
バーベガジ
原始人の様な姿をした氷の精霊。よそ者を嫌って寒い所に住むせいで、いつも風邪を引いている。髪や髭など全身の毛が凍結し、つららと化している。
ハニービー（HONEY BEE）
- 声：けみ - 『ぷよぷよSUN』、GBC版『ぽけっとぷよぷよ〜ん』
- 声：政野早希子 - 『ぷよぷよ〜ん』

時代劇マニアのハチ。ベル型注射器を持っており、「お注射でござる」と叫びながら誰彼かまわず注射をしようとする。『わくぷよ』では「ソルジャービー」「ナースビー」「クイーンビー」という亜種とともに登場している。
パノッティ（PANOTTY）
- 声：日髙のり子 - PCE版『ぷよぷよCD』、PCE版『ぷよぷよCD通』
- 声：緒方恵美 - 『ぷよぷよ の〜てんSPECIAL』
- 声：ぎゃらりぃぐりこ - 『わくわくぷよぷよダンジョン』、ディスクステーション収録ムービー
- 声：水田わさび - 『ぷよぷよ〜ん』
- 声：角元明日香 - 『ぷよぷよ!!クエスト』

いたずら好きな笛吹き小僧で、緑の服に尖がった赤い帽子を着用している。9歳。4月3日生まれ。身長140cm。体重32kg。人を驚かせるのが趣味。
基本的にはニコニコしているが、笛の音に合わせて踊らないと怒る。また初代『ぷよぷよ』と『ぷよぷよ〜ん』では負けるとアメリカンクラッカーのような独特の涙を流して泣き、両目から垂れ下がった大粒の涙が打ち合いながら揺れる。ちなみに『ぷよぷよ通』とその画像を流用した『ぷよぷよBOX』では負けると笛を踏んづける。
彼が持っている横笛は、本来ならば数十人の人間を一度に操れるほどの魔力を有しているが、実力不足のため一人の人間を躍らせるのが精一杯な様子。MD版『魔導物語I』では吹き矢を仕込んでいる。名前の意味は耳の尖った異人。
『魔導四五六』（DS9号）では司会、『はめきん』（DS12号）では地下4階（ぷよぷよ地獄のフロア）の監視員、『わくぷよ』ではスターライトステージの中ボスを務めている。『アルル漫遊記』（DS13号）では安徳天皇として登場。当時のSS版『魔導物語』公式サイトではおおかみ少年、ハイフラワーと共にゲーム内容を紹介していた。小説『真・魔導物語』ではハーフエルフという設定で、人々から差別を受けている。
『ぷよぷよ〜ん』では機種によって設定が異なり、DC版他ではコンサートを開いており、アルルを客だと勘違いしている。GBC版ではサーカスの団員で、団長にショーに出してもらえないことを悔しがっている。
バロメッツ（BAROMETT）
- 声：丹下桜 - PCE版『ぷよぷよCD通』
- 声：井上ほの花 -『ぷよぷよ!!クエスト』

下半身がトマトの実のヒツジ。主に「めぇー」と鳴くが、怒った時などは「もー」とも鳴く（PC-98版『魔導物語3』やSS・PS・PS2版『ぷよぷよ通』の漫才デモなどが該当）。臆病かつ痛いのが嫌で、許しを請うたりする。喜ぶと頭部に花が咲く。『ぷよぷよ通』及びそのグラフィックを流用した『ぷよぷよBOX』では、対戦画面での負けた時のグラフィックはトマトが破裂した描写となっている。名前の意味はヨーロッパに伝わる根の生えた羊。
バンパイア
高貴な血筋の吸血鬼。伯爵の片腕として名高く、ミノタウロスに大怪我を負わせる実力の持ち主。ルルー曰く「キザッたらしい外見」。
ピエロ
- 声：本井えみ - GBC版『ぽけっとぷよぷよ〜ん』
- 声：園崎未恵 - 『ぷよぷよ!!クエスト』

『ぷよぷよ〜ん』に登場するサーカスのピエロ。正体はドッペルゲンガーアルル。GBC版のみ勝負をすることになるが、特技は使えない。
ビリーバーン / ビリード・バ・バーン / バリー・ド・バビーン
コンパイルのゲーム『ジャンプヒーロー』の主人公「ビリード・バ・ビーン（ビリー・ド・バビーン）」の兄で、修行兼生き別れの弟を探して旅をしている。熱血漢で、声が大きくて押しが強い。必殺技は「脳天爆撃斬」と「フェニックス幻妖剣」。
なお、キャラクターの初出は『ジャンプヒーロー』シリーズではなく、メガドライブ版『魔導物語I』にて同じく『ジャンプヒーロー』の「イヴァン・ペントロヴィッチ・ギンフスキー」王子の母親という設定の「ミセス・イヴ」と共に登場している。後に『す〜ぱ〜なぞぷよ通 ルルーの鉄腕繁盛記』にも登場したことで、『ぷよぷよ』シリーズに登場した唯一の『ジャンプヒーロー』関連キャラクターとなっている。『ジャンプヒーロー外伝』（DS11号）では兄弟の再会を一応果たしたが、お互いに正体には気づかなかった。『アルル漫遊記』（DS13号）では源頼朝として登場。
また、 「ビリーバーン」は偽名であり、本名は『アルル漫遊記』にて「ビリード・バ・バーン」と設定されていたが、後に『ジャンプヒーロー外伝3』（DS15号）で弟の名前の区切りが変更され、DS24号の「DSオリジナルキャラワールド特集」で家族の名前が再設定されたことで、彼の本名も「バリー・ド・バビーン」と変更された。
ふたごのケットシー / ケットシーズ（CAIT SITH）
- 声：吉田古奈美、丹下桜 - PCE版『ぷよぷよCD通』

双子のシャムネコ姉妹。一人称は2匹とも「あたし」。絶妙のコンビネーションを誇り、何をするにも一緒である。闘争心は薄く、食べて寝て遊ぶのが幸せで、日なたやこたつなど暖かい場所が好き。MD版『魔導物語I』では片方のケットシーがロケットを背負い、もう片方のケットシーが着火して特攻、などの戦術をとる。
初出のMSX2版『魔導3』のみ「シャム」という名称かつドロップアイテムがソーセージであり、シャム双生児を想起させる設定だった。続くPC-98版『魔導3』より「双子のケットシー」に改名され、以降はほとんどの作品でこちらの名前が使用されたが、GG版『魔導III』のみ文字数制限で「ケットシーズ」となっている。
ぷよぷよ / ぷよ（PUYO）

ゼリー状の魔物で、ぷよ目に属する哺乳類だとも、進化の前段階だとも、スライムの別称だとも言われている。敵に向かって飛ばす体液は仲間の魔物を呼び寄せる臭いを放ち、弾力性に富んだその体は魔法をはじき返す。実は腕や口がある。初出の『魔導物語』では「ぷよぷよ」が正式名称であるが、その後「緑ぷよ」「黄ぷよ」のように各色色分けした呼称で呼ばれるようになり、『DS 22号』では「ぷよぷよ」ではなく「ぷよ」がキャラクターの名称と紹介された。
ブラックキキーモラ（BLACK KIKIMORA） / くろいキキーモラ
- 声：RIU - 『わくわくぷよぷよダンジョン』
- 声：藤川茜 - 『ぷよぷよ!!クエスト』

黒色のメイド服を着ているお掃除お姉さん。モップを使って床に罠を仕掛ける。乱暴で怒りっぽい性格をしており、悪口を聞きつけると容赦なくモップで殴りつけてくる。
『キキーモラのおそうじ大作戦』（DS7号）のラストボスとして初登場。床を汚す。表情が切れ目。『ルルーの鉄拳春休み』（DS14号）では鏡の実を食べて性格が逆になったキキーモラとして登場。再度鏡の実を食べさせることで元に戻る。『わくぷよ』では床に罠を仕掛ける。ホラーハウスの中ボス。『ぷよぷよBOX』では「ごちゃまぜぷよぷよ」でキキーモラの色違いキャラとして登場。『ぷよぷよ!!クエスト』ではほぼ同一のデザインで「くろいキキーモラ」名義で登場。

## ま行
マミー（MUMMY）
- 声：塩沢兼人 - PCE版『ぷよぷよCD』、PCE版『ぷよぷよCD通』
- 声：子安武人 - 『ぷよぷよ の〜てんSPECIAL』

包帯がよく絡まるミイラ。語尾に「だわさ」をつけて話す。1つの事に拘るが忘れっぽい。生前は格闘家で、気を使った攻撃を得意とする。怒ると瞳が青から赤に変色する。『ぽけっとぷよぷよ〜ん』ではサーカス団員としてオープニングにカメオ出演しており、宙乗りを披露している。『わくぷよ』では「ブラッディマミー」「ダーティーマミー」という亜種とともに登場している。
まもの（MAMONO）
- 声：山口健 - PCE版『ぷよぷよCD通』
- 声：小玉大合体 - 『わくわくぷよぷよダンジョン』、SS版『魔導物語』

青い鳥のような外見をした魔物。強面な反面、実は繊細であり、「顔が怖い」「凶悪そう」と言われると泣く。MSX2版およびMD版『魔導物語I』のラストボスだが、他機種では腐導師にその役を譲っている。『ぷよぷよ通』では左から3列目以外の5〜6段目を埋めるように積む。
マンドレイク
頭に花を生やした女の子に見えて、実は根が女の子の形をした花。ダンジョン内に自生しており、ゲーム内では換金用アイテムとして位置づけられている。引き抜く際に恥ずかしさから悲鳴は上げるが、わずかにダメージを受けるだけで死なない。PC-98版『魔導物語2』では根のグラフィックが無く、悲鳴も上げない。GG版『魔導物語』では、戦闘中に使用することで悲鳴を上げ、成功すると相手を一撃で倒すことが出来るが、耳を塞がれると失敗する。『はなまる』では、幼稚園内に一体だけ生えており、戦闘では非常に手強いが、あるアイテムを与えることで戦闘自体を回避することが出来る。『す〜ぱ〜なぞぷよ』「アルルのルー編」では中間ボスとして登場するが非常に内気。『ぷよぷよBOX』の「ぷよぷよクエスト」にも町の住民として登場するが対戦はできない。
ミニゾンビ（MINI ZOMBIE）
- 声：伊藤美紀 - PCE版『ぷよぷよCD通』
- 声：哀川泉 - ディスクステーション収録ムービー

エピソード1に登場する子供のゾンビ。幼稚園児のアルルに合わせて、幼くなっている。『ぷよぷよ通』では、ゾンビとは別に登場。体のパーツが崩れやすく、目玉を落としたり、転んで体がバラバラになるが、本人はあまり気にしていない。ぷよぷよの対戦中は、左から3列目に数個ぷよを置く特性があるため窒息しやすい。『はなまる』ではすけとうだらJr.の手下。『ぷよぷよBOX』の「ぷよぷよクエスト」では、エンカウントモンスターと町の住民の両者で登場。
ミノタウロス（MINOTAUROS / MINOTAUR）
- 声：尼子狂児 - PCE版『ぷよぷよCD』
- 声：檜山修之 - PCE版『ぷよぷよCD通』
- 声：むらさき朱 - 『ぷよぷよSUN』、『わくわくぷよぷよダンジョン』、SS版『魔導物語』、ディスクステーション収録ムービー
- 声：長島雄一（現・チョー） - 『ぷよぷよ〜ん』
- 声：手塚ヒロミチ - 『ぷよぷよ!!クエスト』

半牛半人の牛男で、普段はルルーの屋敷の小間使いとして働いている。愛称は「ミノ」。巨大な斧を振り回す。地獄の神に祈りを捧げ、知力と引き換えに体力を回復する事が出来る。過去にルルーに巨大な地下迷宮の中から助け出されて以降、彼女に絶対的な忠誠を誓う。2月24日生まれ。嫌いな食べ物は牛肉。
初登場はMSX2版『魔導物語3』のオープニングでルルーに呼び出される配下であり、ルルーの命令に従う形で同作の最終ボスを務めていた。ルルーに従う理由は、過去に地下迷宮に閉じ込められていたところをルルーに助けられたからと設定されているが、このことに関する詳しいエピソードは描かれていない。シリーズ初期こそルルーのしもべかつ配下程度の扱いであったが、後期にはルルーから愛称で呼ばれる間柄と進展している。
『ぷよぷよSUN』と『ぷよぷよ〜ん』では対戦キャラクターではなく、ルルー戦の漫才デモや、とことんなぞぷよでの出題などといったサブキャラクターとして登場している。
メロウ
セリリと違って勇ましく好戦的な人魚。3月19日生まれ。ピンク色の髪をしており、鱗の色は『魔導物語A・R・S』では金色、『はなまる』『アルルの冒険』では緑がかった青、『ぷよぷよBOX』では髪と同じピンクなど、作品によって異なる。水中だけでなく、空中も泳げる。足のある者が羨ましくてたまらない。『ぷよぷよBOX』では「ぷよぷよクエスト」にてセリリの色違いのザコキャラクターとして登場する。
なお、PC-98版『魔導2』『3』の鱗魚人もメロウ同様のピンク髪で同じく空中を泳げており、ゲームギア版などに登場する過激な性格のうろこにんぎょもピンク髪である。

## ゲストキャラクター
特定の作品にしか登場しないが、その作品においてイベントやシナリオ全体に深く関わる者。
腐導士（腐導師）
PC-98版『魔導物語1-2-3』、GG版・『はなまる』・PCE版にて、エピソード1のラストボスとして登場。ゾンビの魔導師。原作であるMSX2版と、MD版には登場しない。
カミュ
GG・MD版『魔導物語I』に登場する魔導師の少年。各作品でそれぞれ設定およびデザインが異なる。GG版では塔の中でアルルと同じく卒園試験を受けるライバルとして登場するが、正体はイリュージョンである。MD版では魔導幼稚園の園長の孫であり、アルルの2歳上の優秀な先輩で、卒園試験の審査官。『アルル漫遊記』（DS13号）では近藤勇として登場している。
ラーラ
MD版『魔導物語I』に登場。魔導幼稚園でのアルルの同級生のひとりで、自信過剰な性格。成績優秀だが風邪を引いたため卒園試験を受けられず、唯一の筆記試験合格者であるアルルの実技試験妨害を目論む。先輩のカミュに恋心を抱いている。『はめきん』には彼女によく似た衣装と髪型で成長した人物が生徒として登場するが、名前は明かされない。
園長先生
魔導幼稚園の園長。作品により人物が異なり、『はなまる』では若い男性である、一方、MD版『魔導物語I』ではカミュの祖母である。
伯爵（吸血伯爵）
『魔導物語A・R・S』と『ルルーの鉄拳春休み』（DS14号）に登場。吸血鬼で、処女の生き血が大好物。当時16歳のルルーを屋敷にさらう。
ルーン・ロード
『魔導物語A・R・S』に登場。鏡の迷宮に封印されていた闇の魔導師。当時14歳のシェゾを後継者に指名する。
すけとうだらJr.
『はなまる』に登場。サングラスをした不良じみた子供で、徒党を組んで悪さをしている。アルルを一方的にライバル視している。
デビル君
『はなまる』に登場。悪さを働いたためサタンの屋敷に封印されていた。他人の体に乗り移ることが出来る。また漫画『とっても！ぷよぷよ』ではサタンの親戚？という設定で登場、小説版魔導物語では大人びた姿で魔界の住人として登場する。
じい
『す〜ぱ〜なぞぷよ通 ルルーの鉄腕繁盛記』に登場。ルルーの家の執事で、昔は忍者だったという謎の多い人物。『アルル漫遊記』（DS13号）では紀貫之として登場している。
ウィッシュ
『魔導物語〜魔導師の塔〜』（DS16号）に登場。ウィッチの祖母であり、66歳でありながらウィッチと変わらぬ若々しい容貌で、未だに極めて高い魔力を持つ。かつて50年前に世界征服を企んでいたダークマターと戦い、彼を倒して封印することに成功したが、自身もその戦いで傷つき、それからは表舞台で魔力を奮うことはなく暮らしていたとされる。『ぷよぷよ!! 20th』では姿や名前こそ登場しないがウィッチの「おばあちゃん」として存在が言及されている。
ダークマター
『魔導物語〜魔導師の塔〜』（DS16号）に登場。世界征服を企んでいた魔導師。50年前にウィッシュによって倒される。シェゾによれば闇の波動を発しているという。
ダークウィッチ（DARK WITCH）
『コメットサマナー』（DS20号）に登場。同作品のラストボス。ウィッチの夢の中に現れた。ウィッチは未来の自分の姿なのではないかと推測している。『ぷよぷよBOX』ではストーリーは無いがごちゃまぜの対戦相手として登場。
エレナ・スティーブンス（ELLENA STEVENS）
『ぷよぷよDA! -featuring ELLENA System-』に登場。アルルと並び同作のダブル主人公を務める。元々は『ブロードウェイ伝説エレナ』（DS4号）の主人公で、ミュージカルスターを目指す薄幸の美少女。
セプテム
『アルルの冒険 魔法のジュエル』に登場。頭に羊の角が付いている性別不明の人物。あまり人とは関わっていない様子。珍しいものが好きアルルに関わる重要人物の一人。
グラベル
i-mode版『魔導物語』に登場。キャラクターとしての初出は『ポチッとにゃ〜』だが、容姿が大きく異なる。『ポチにゃ』では300年前に活躍した勇者の幽霊でハゲ頭の老人だったが、i-mode版『魔導』では若い青年剣士の姿で登場し、赤いふさふさの髪なのに将来ハゲるのを恐れて何度も自分の髪を気にしている。ただし、『ポチにゃ』は『魔導』の1000年後という設定であるため矛盾があり、同一人物か同名の血縁者かは不明。
リュンクス
- 声： - 『魔導物語II 〜アルル16才〜』

どんな攻撃も跳ね退けてしまう大きな尻尾を身体に巻いている。

## 小説版等メディアミックス作品に登場するキャラクター
- 小説版オリジナルの登場人物は魔導物語#角川シリーズおよび魔導物語#真・魔導物語シリーズを参照。
- ウェブコミック版の登場人物は魔導物語#ウェブコミックを参照。